# (15467) Aflorsch
(15467) Aflorsch est un astéroïde de la ceinture principale.

## Description
(15467) Aflorsch est un astéroïde de la ceinture principale. Il fut découvert le 15 janvier 1999 à Caussols par le projet ODAS. Il présente une orbite caractérisée par un demi-grand axe de 2,95 UA, une excentricité de 0,07 et une inclinaison de 2,4° par rapport à l'écliptique.

## Compléments